# Blennidus cuzcanus
Blennidus cuzcanus là một loài bọ chân chạy thuộc phân họ Pterostichinae. Loài này được Straneo mô tả năm 1986.